# Пипи Дългото чорапче (филм, 1997)
„Пипи Дългото чорапче“ (на английски: Pippi Longstocking) е анимационен филм от 1997 г. на режисьорите Майкъл Шак и Клайв Смит, сценарият е на Катарина Стакелберг, и е базиран на едноименната поредица романи, написани от Астрид Линдгрен. Като съвместна продукция между Швеция, Германия и Канада, той е продуциран от Svensk Filmindustri, IdunaFilm, TFC Trickompany и Nelvana, а озвучаващия състав се състои от Мелиса Алтро, Катрин О'Хара, Гордън Пинсънт, Дейв Томас, Уейн Робсън и Карол Поуп.
Това е първият пълнометражен анимационен филм на Нелвана след „Бабар: Филмът“.

## В България
В България филмът е издаден на DVD от 2006 г. от Проксима Видео, а по-късно е преиздаден от А-Дизайн през 2008 г. Дублажът е на Ретел Аудио-Видео. Ролите се озвучават от Даринка Митова, Живка Донева, Ирина Маринова и Станислав Пищалов.
Излъчва се и по Канал 1 на БНТ с втори войсоувър дублаж. В него участва Ася Рачева.